# Багау (Алба)
Багау (рум. Băgău) насеље је у Румунији у округу Алба у општини Лопадеа Ноуа. Oпштина се налази на надморској висини од 271 m.

## Становништво
Према подацима из 2002. године у насељу је живело 569 становника.

### Попис2002.
| Расподела становништва по националности 2002.‍ | Расподела становништва по националности 2002.‍ | Расподела становништва по националности 2002.‍ | Расподела становништва по националности 2002.‍ | Расподела становништва по националности 2002.‍ |
| --------------------------------------------- | --------------------------------------------- | --------------------------------------------- | --------------------------------------------- | --------------------------------------------- |
|                                               |                                               |                                               |                                               |                                               |
| Румуни                                        | Румуни                                        |                                               | 452                                           | 79,7%                                         |
| Мађари                                        | Мађари                                        |                                               | 115                                           | 20,3%                                         |